# کوریکوس
کوریکوس (به یونانی: Κώρυκος؛ به ارمنی: Կոռիկոս؛ به ترکی: Kız Kalesi، به معنی :قلعه‌دختر») یک شهر باستانی در کیلیکیه، آناتولی بود که در دهانه دره‌ای به نام «دره شیطان» قرار داشت. این مکان اکنون توسط شهر قزقلعه‌سی (که قبلاً به نام غورگوس شناخته می‌شد) در استان مرسین ترکیه جایگزین شده است.

## شهر
استرابون اشاره‌ای به شهر کوریکوس نمی‌کند، اما از دماغه‌ای با این نام در این مکان نام می‌برد. اما تیتوس لیویوس، پلینیوس، پمپونیوس ملا و استفانوس بیزانتیوس از شهر کوریکوس نام برده‌اند. در دوران باستان، کوریکوس یک بندر و شهر تجاری مهم بود. این شهر بندر سلوکیه بود و در سال ۱۹۱ پیش از میلاد، ناوگان آنتیوخوس سوم در نبرد کوریکوس به‌دست جمهوری روم شکست خورد. در دوران روم، این شهر قوانین باستانی خود را حفظ کرد. امپراتوران معمولاً یک ناوگان را در آنجا نگه می‌داشتند تا مراقب دزدان دریایی باشند. کوریکوس در دوران باستان همچنین یک ضرابخانه بود و برخی از سکه‌های آن هنوز باقی مانده است.
امپراتوری بیزانس بر کوریکوس کنترل داشت. ژوستینین یکم گرمابه‌های همگانی و یک بیمارستان را بازسازی کرد. دریاسالار اوستاتیوس کیمینیانوس به دستور آلکسیوس یکم در آغاز قرن دوازدهم، جزیره را دوباره مستحکم کرد و یک قلعه تکمیلی در یک جزیره کوچک به آن اضافه کرد. این قلعه بعداً «قلعه دختر» نامیده شد، زیرا گفته می‌شد که یک پادشاه دخترش را تا زمانی که توسط یک مار سمی کشته شد، در اینجا اسیر نگه داشته بود. پیش‌گویی شده بود که او بر اثر مارگزیدگی خواهد مرد. به همین دلیل او را برای محافظت به قلعه دریایی بردند، اما یک مار با سبد به قلعه برده شد، او را گزید و او جان خود را از دست داد. کوریکوس اندکی پس از بازسازی توسط بیزانسی‌ها توسط ارمنی‌ها فتح شد.
تا اواسط قرن چهاردهم، ارمنی‌ها قلعه‌های ساحلی و جزیره‌ای را در اختیار داشتند که از این بندر مهم برای پادشاهی ارمنی کیلیکیه محافظت می‌کردند. سیمون، بارون کوریکوس، در سال ۱۱۹۸/۹۹ در تاجگذاری لوون یکم، شاه ارمنستان شرکت کرد. اشراف ارمنی بعدی (با چند وقفه کوتاه) تا سال ۱۳۶۰ که پتر اول، پادشاه قبرس، مملوک را برکنار کرد و حاکمیت را به دست گرفت، در این منطقه قدرت را حفظ کردند. در اواخر قرن چهاردهم دوباره به دست ترکان افتاد. از سال ۱۴۴۸ یا ۱۴۵۴ به‌طور متناوب به قرامانیان، مصریان، قرامانیان برای بار دوم و در نهایت به امپراتوری عثمانی تعلق داشت.
بررسی‌های باستان‌شناسی منتشر شده در سال‌های ۱۹۸۲ و ۱۹۸۷ نشان داد که ارمنی‌ها نقشه ساده بیزانسی قلعه اصلی (گاهی با تعمیراتی) با دیوارهای دوتایی مستطیلی، برج‌های مربعی و دو کلیسای کوچک را حفظ کردند. همه این بناها با مصالح گرفته‌شده از شهر مجاور از دوران روم باستان ساخته شده‌اند. تنها سازه اصلی ارمنی یک کلیسای کوچک است.
قلعه دختر، در این جزیره بقایای بازسازی‌های گسترده توسط ارمنی‌ها را در خود جای داده است. این جزیره زمانی توسط یک موج‌شکن به قلعه ساحلی متصل می‌شد.

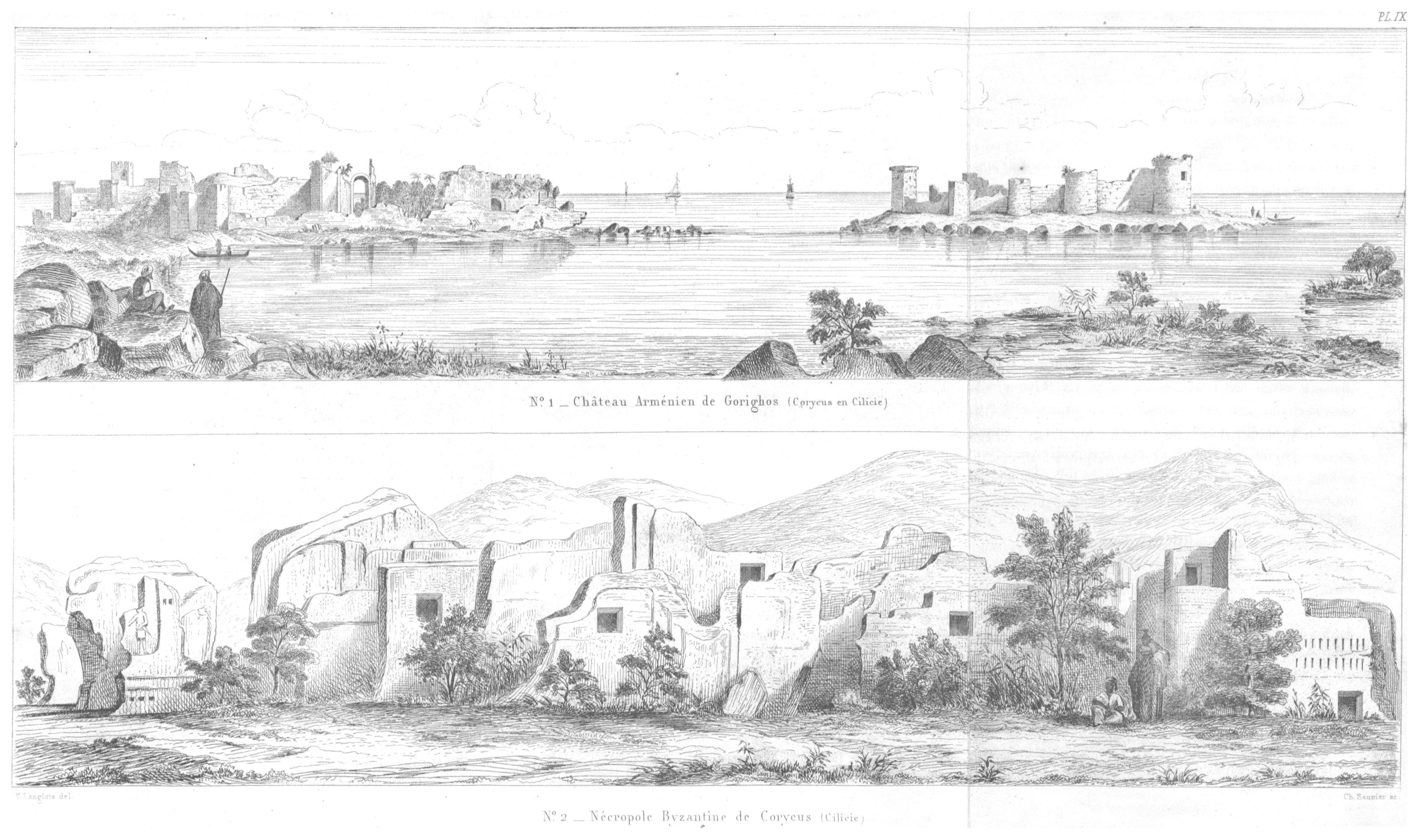
نماهایی از قلعه و خرابه‌های شهر (حدود ۱۸۶۰)

خرابه‌های این شهر گسترده هستند که شامل طاق نصرت، شهر مردگان با مقبره زیبای مسیحی، گور سنگی و غیره می‌شود. دو قلعه قرون وسطایی، یکی در ساحل، دیگری در یک جزیره کوچک، که توسط یک اسکله تخریب شده به هم متصل می‌شوند، تا حدی سالم باقی مانده‌اند و قلعه ساحلی به مستحکم بودن معروف بوده است. دیوارهای قلعه در ساحل اصلی شامل قطعات زیادی از ستون‌ها می‌باشد. یک بخش بزرگ از صخره‌های بزرگ نتراشیده از یک زاویه قلعه به طول حدود صد یارد در سراسر خلیج بیرون زده است. سه کلیسا نیز در محل یافت می‌شود که یکی از آنها با نقاشی‌های دیواری تزئین شده است. هنوز هم می‌توان رد دیوارهای شهر باستانی را دنبال کرد و به نظر می‌رسد بقایای کافی برای بررسی دقیق این مکان وجود دارد.

## اسقف‌نشین
این شهر در کتاب سینکدموس از هیروکلس و در فهرست اسقفان در حدود سال ۸۴۰ ثبت شده است. اسقف‌نشین کریکوس یک اسقف‌یار از طرسوس، مرکز استان‌های روم در کیلیکیه بود که کریکوس نیز به آن تعلق داشت. از اسقف‌های این حوزه انتخابی، گرمانوس در اولین شورای قسطنطنیه در سال ۳۸۱ حضور داشت؛ سالوستیوس در شورای افسوس در سال ۴۳۱ و در یک سینود (مجمع روحانیون) که در طرسوس در سال ۴۳۴ برگزار شد شرکت کرد. همچنین در شورای خلقیدون نماینده اسقف اعظم خود تئودوروس در آنجا بود که به نیابت از او بر مصوبات شورا امضاء نهاد. آرکلائوس به شورای قسطنطنیه (۵۳۶) که توسط بطریق مناس قسطنطنیه برپا شد شرکت کرد؛ سیپریانوس در شورای دوم قسطنطنیه در سال ۵۵۳ حضور داشت؛ و یوانس هم در سومین شورای قسطنطنیه در سال ۶۸۰ و هم در شورای کوینیسکت در سال ۶۹۲ مشارکت داشت. در پی جنگ صلیبی چهارم، کریکوس مقر اسقف‌های کلیسای کاتولیک رومی شد که یکی از آنها به نام جراردوس در شورایی در انطاکیه در سال ۱۱۳۶ شرکت کرد. کریکوس که دیگر یک اسقف‌نشین مسکونی نیست، امروزه توسط کلیسای کاتولیک به عنوان یک اسقف‌نشین اسمی فهرست‌بندی می‌شود.
دو کتیبه ارمنی که در قلعه‌های کوریکوس کشف شده‌اند، ساخت آن را به لوون یکم، شاه ارمنستان و سپس به هتوم یکم، شاه ارمنستان نسبت می‌دهند.

## غار کوریکوس
استرابون می‌گوید که در غار کوریکوس (که اکنون جنت و جهنم نامیده می‌شود) در ۲۰ استادیوم (حدود ۳٫۷ کیلومتر) داخل خشکی، بهترین زعفران رشد می‌کند. او این غار را به عنوان یک حفره بزرگ، به شکل دایره‌ای، احاطه شده توسط لبه‌ای از صخره، در تمام جهات با ارتفاع قابل توجه، توصیف می‌کند. با فرود به داخل این حفره، زمین ناهموار و به‌طور کلی صخره‌ای است و پر از درختچه‌های همیشه‌سبز و کشت شده است. در برخی قسمت‌ها زعفران کشت می‌شود. در اینجا غاری نیز وجود دارد که شامل یک منبع بزرگ است که رودخانه‌ای از آب خالص و شفاف را جاری می‌کند، اما بلافاصله به داخل زمین فرومی‌رود و در زیر زمین جاری می‌شود و به دریا می‌ریزد. آنها آن را «آب تلخ» می‌نامند. پمپونیوس ملا شرح مفصلی از همان مکان ارائه می‌دهد که ظاهراً از همان منبعی است که استرابون دنبال کرده است، اما با جزئیات بیشتر. این مکان احتمالاً در بالای کوهی در بالای کوریکوس است.
این مکان در اساطیر یونانی مشهور است و غار پیندار و آیسخولوس و همچنین لانه سرسخت‌ترین دشمن زئوس، هیولایی به نام تایفون است.

## نگاره‌ها

قلعه زمینی کوریکوس، نمای جلویی جنوب غربی
قلعه زمینی کوریکوس، نمای جنوب غربی و جنوب شرقی
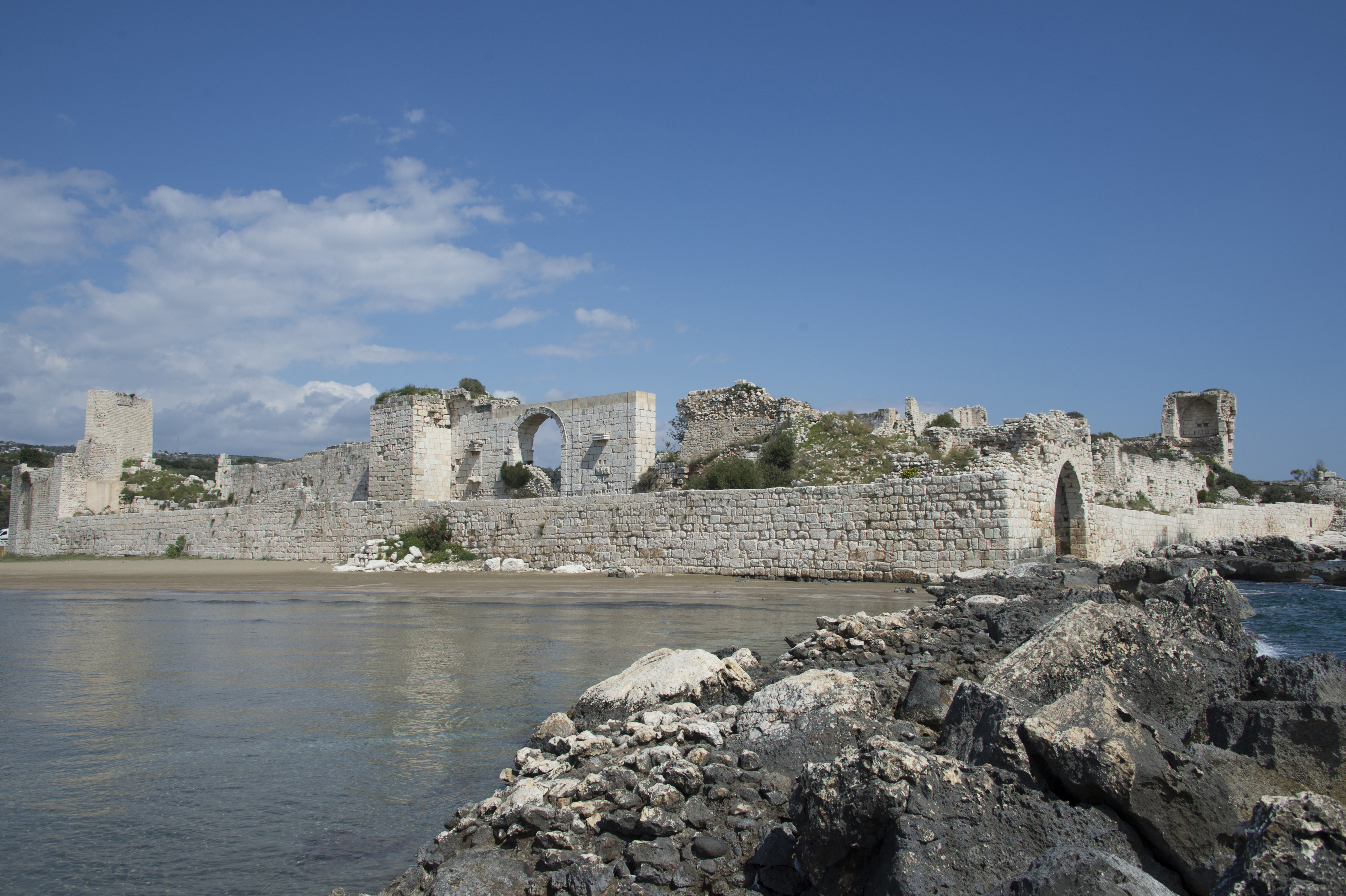
قلعه زمینی کوریکوس، نمای جنوب غربی و جنوب شرقی
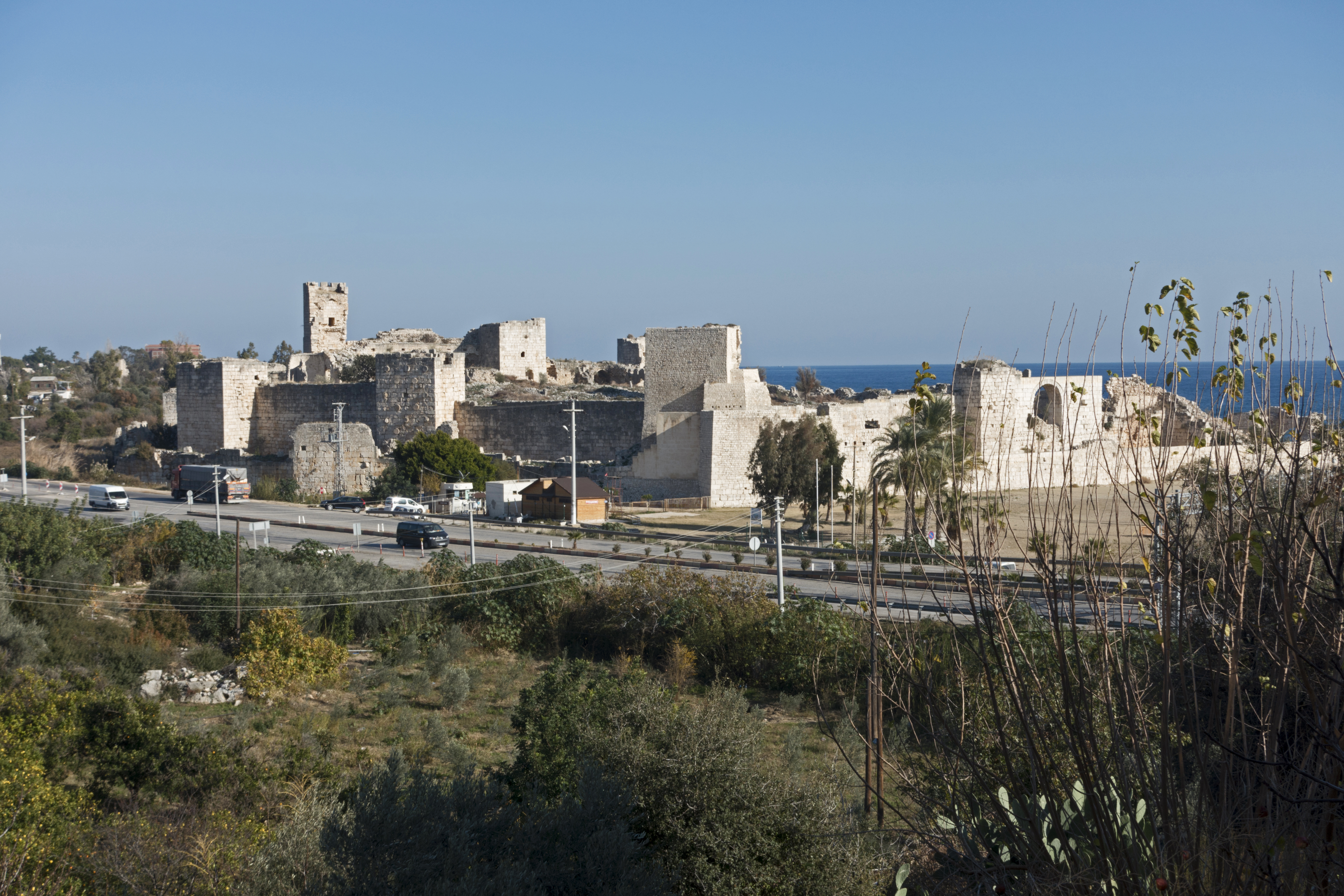
قلعه زمینی کوریکوس، نمایی از سمت گورستان در آن سوی جاده
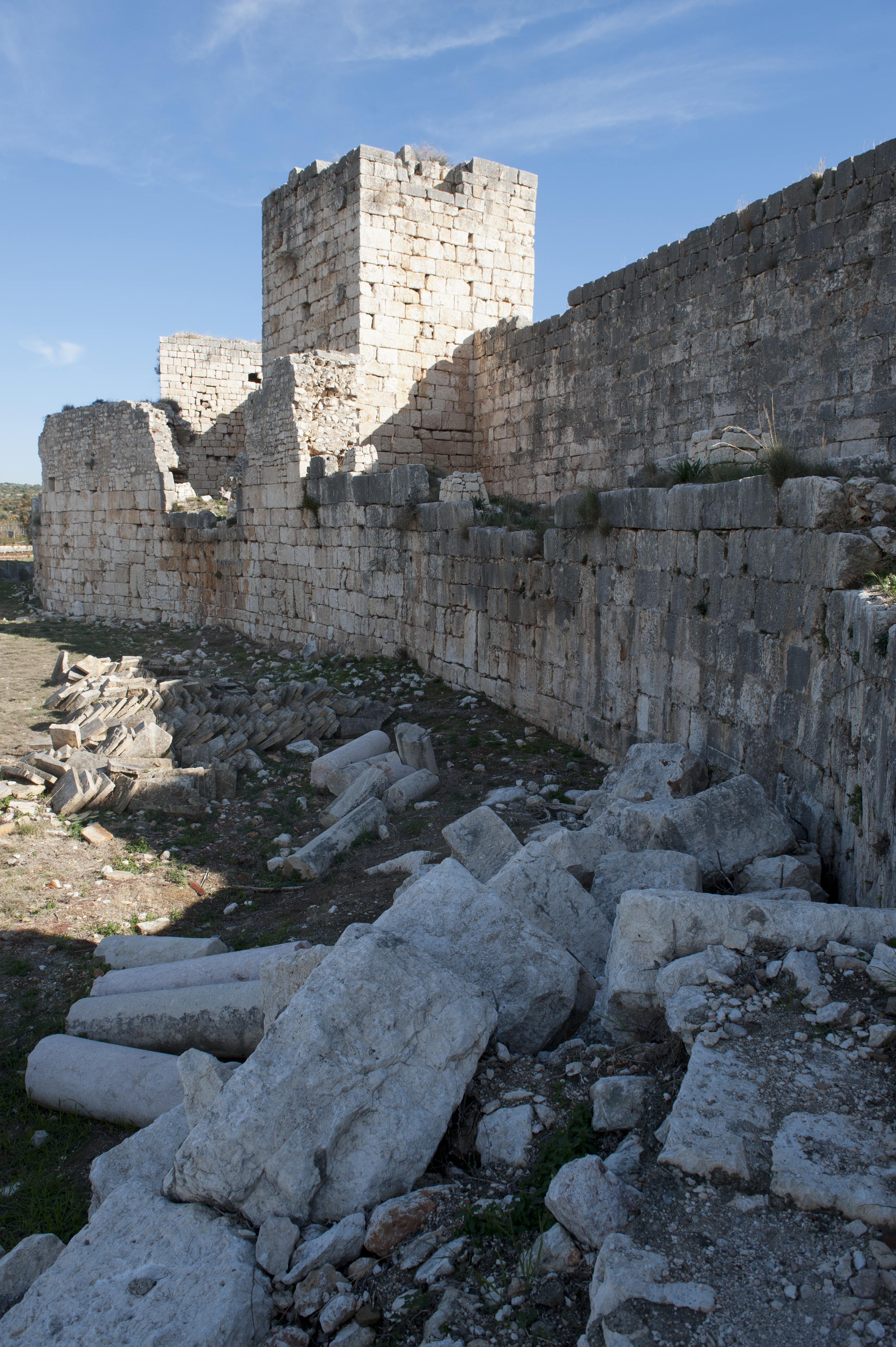
قلعه زمینی کوریکوس، نمای جلویی غربی
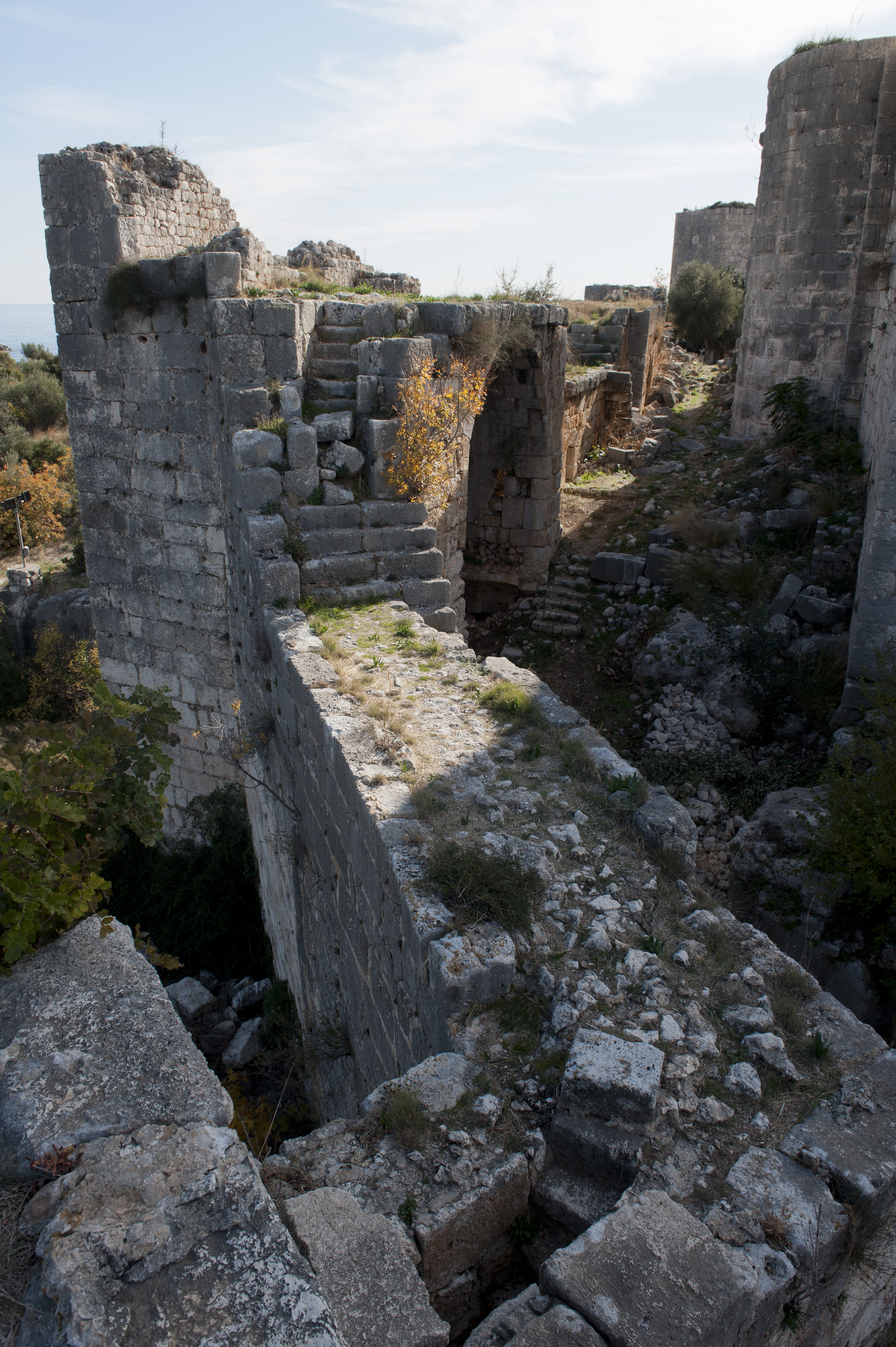
قلعه زمینی کوریکوس، سمت شمال شرقی
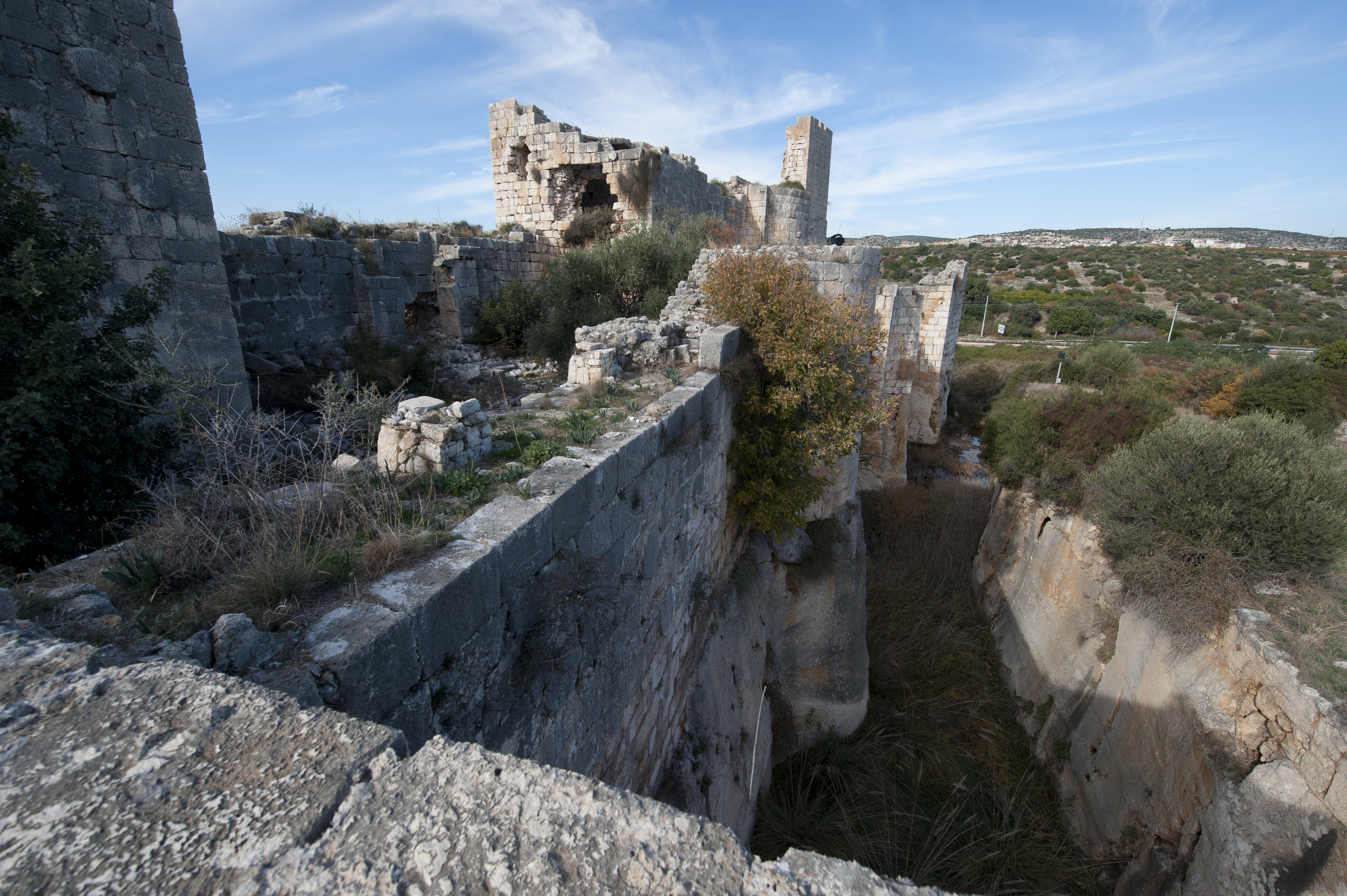
قلعه زمینی کوریکوس، کانال در طول سمت شمال شرقی
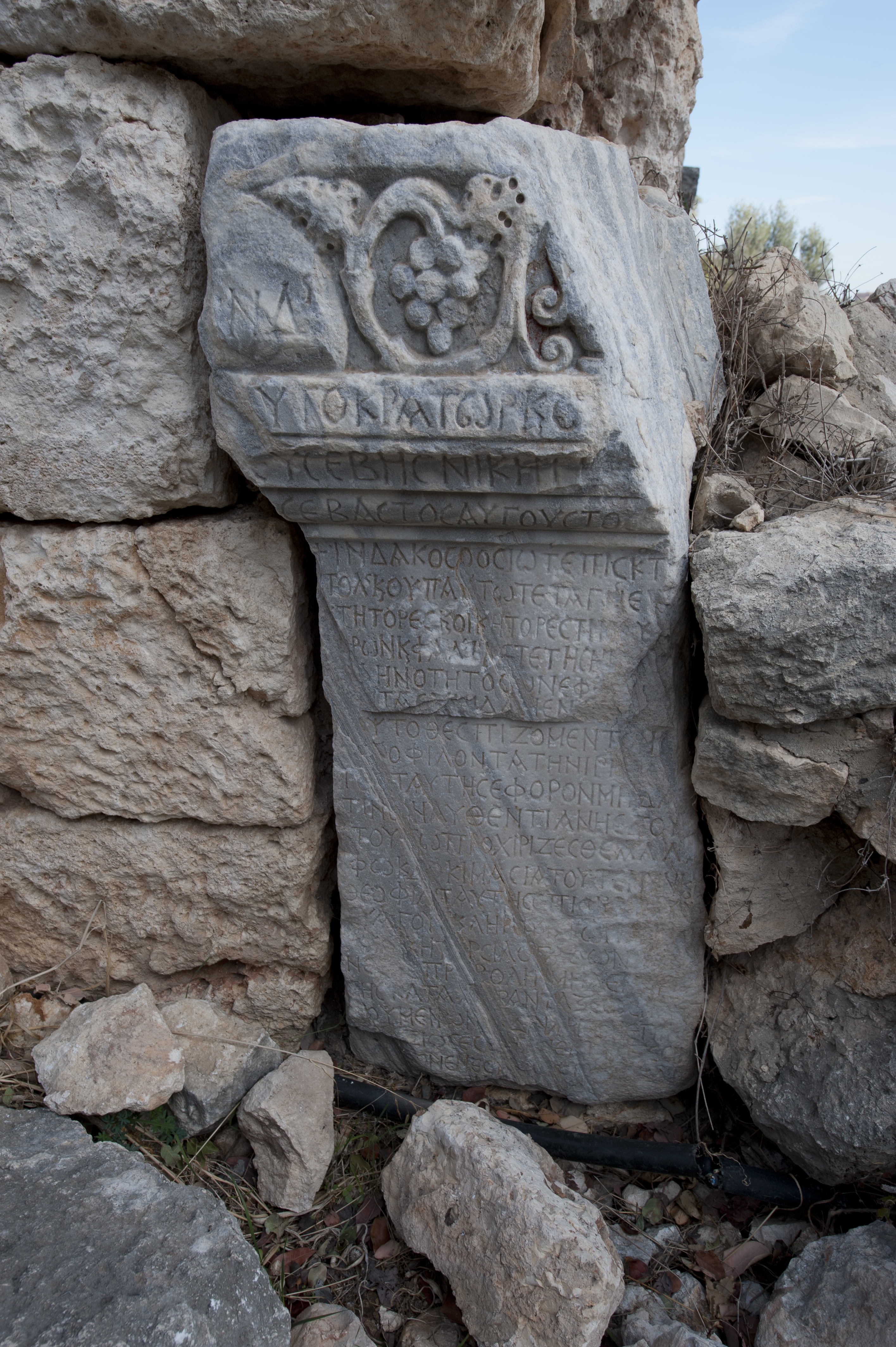
قلعه زمینی کوریکوس، غنائم جنگی
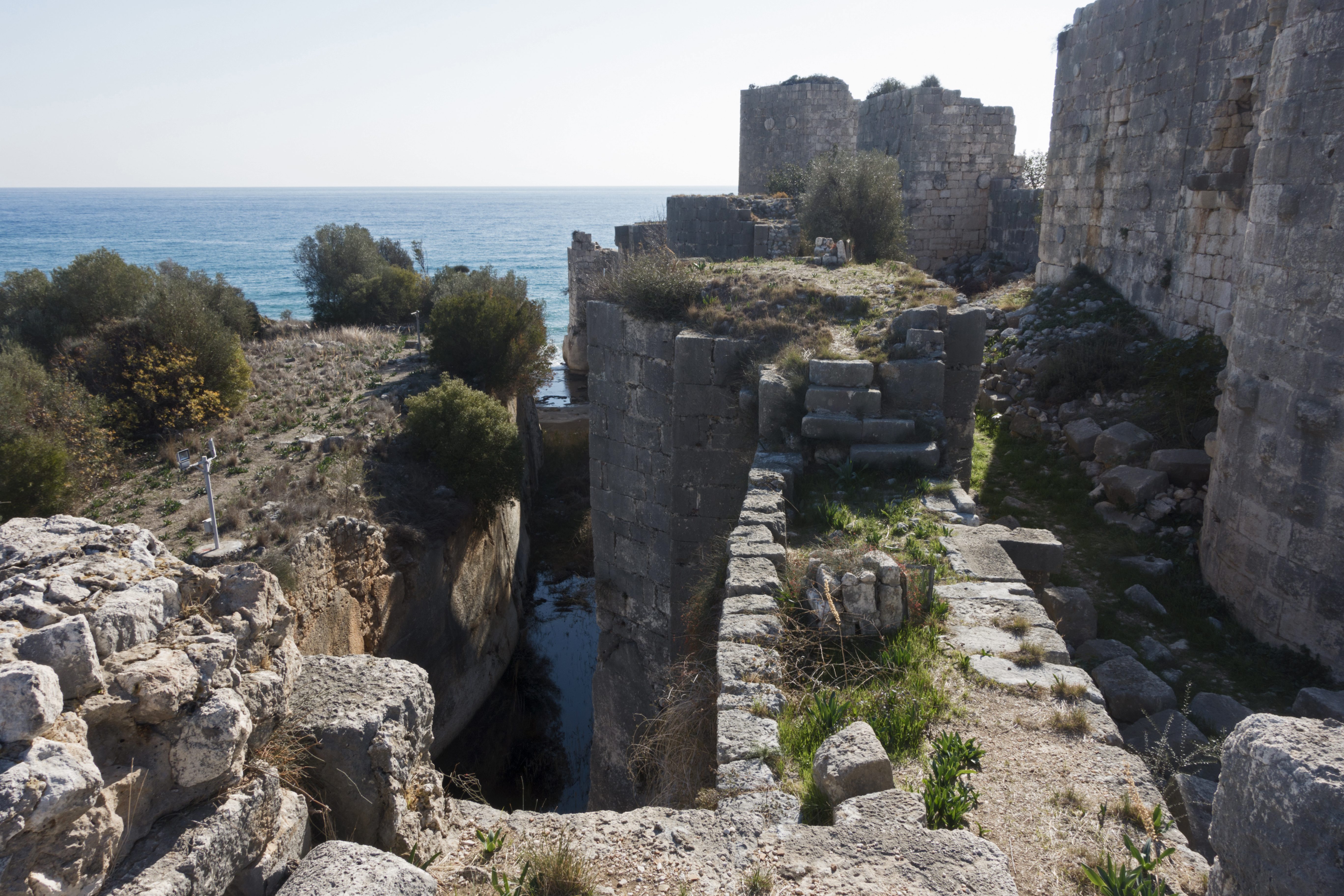
قلعه زمینی کوریکوس، نما از سمت شمال شرق به همراه ورودی احتمالی بندر
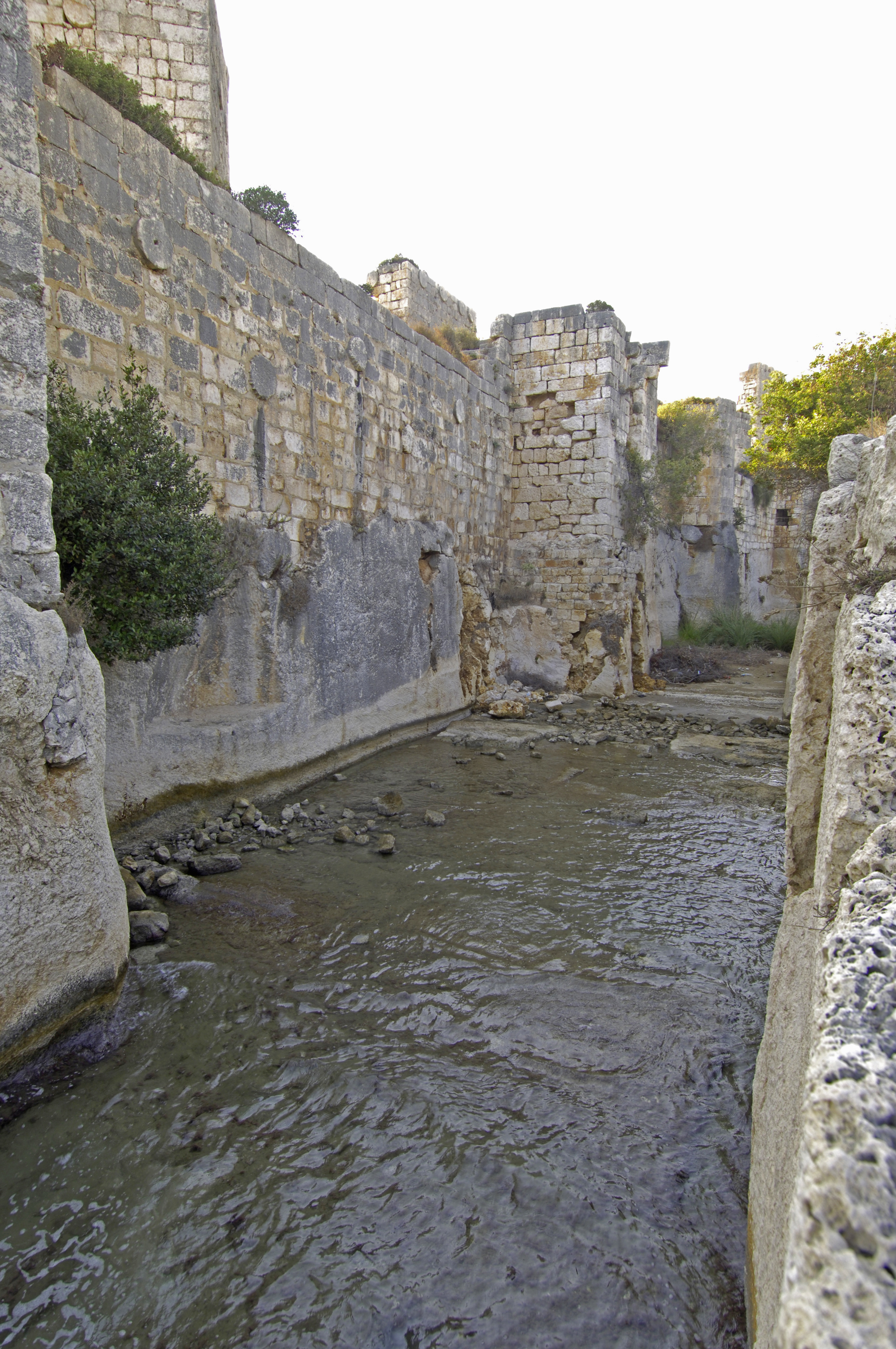
قلعه زمینی کوریکوس، کانال در طول سمت شمال شرقی
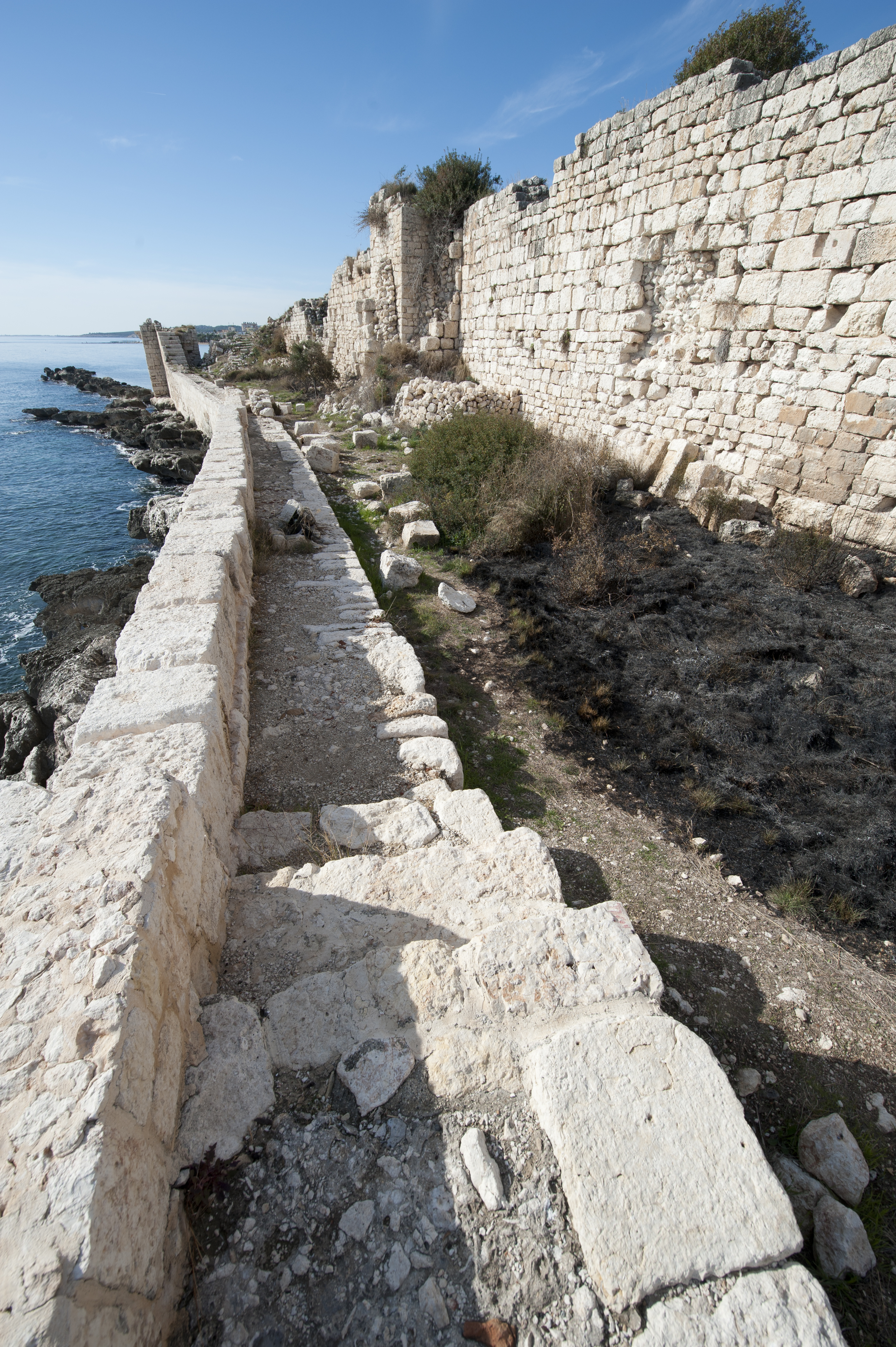
قلعه زمینی کوریکوس، سمت جنوب شرقی
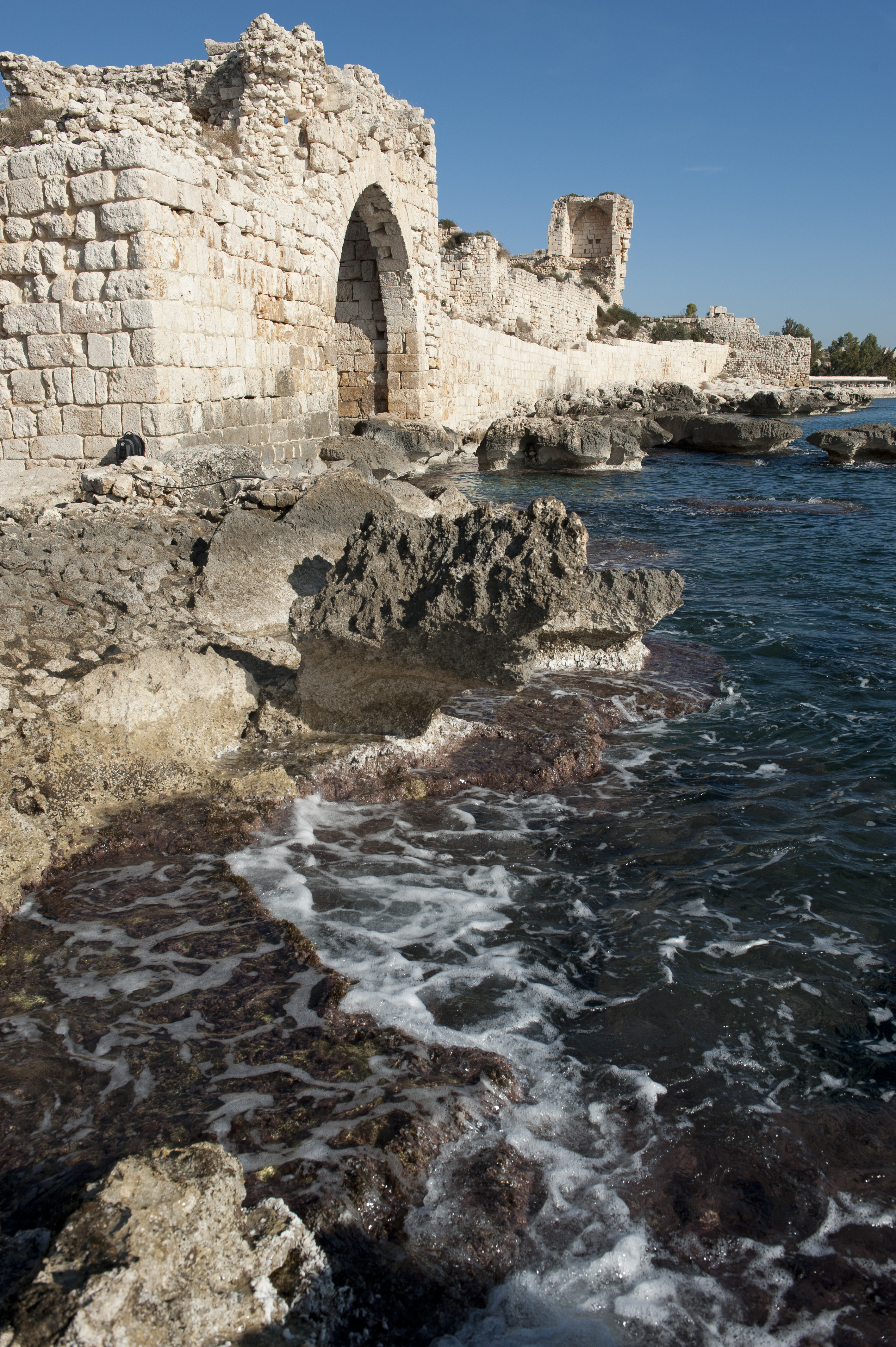
قلعه زمینی کوریکوس، نمای جلویی جنوب شرقی
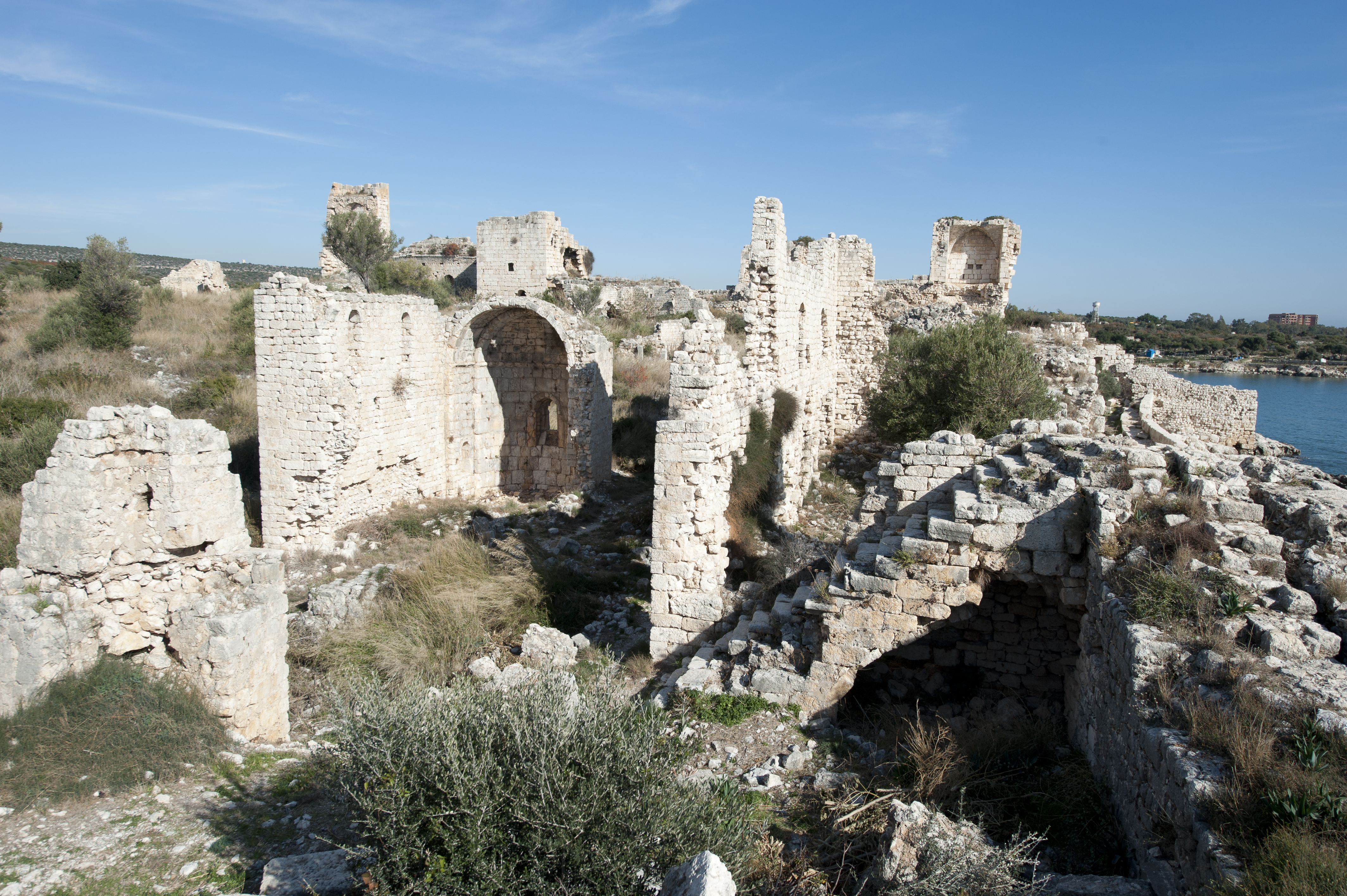
قلعه زمینی کوریکوس، بخش درونی دیوارهای جنوب شرقی
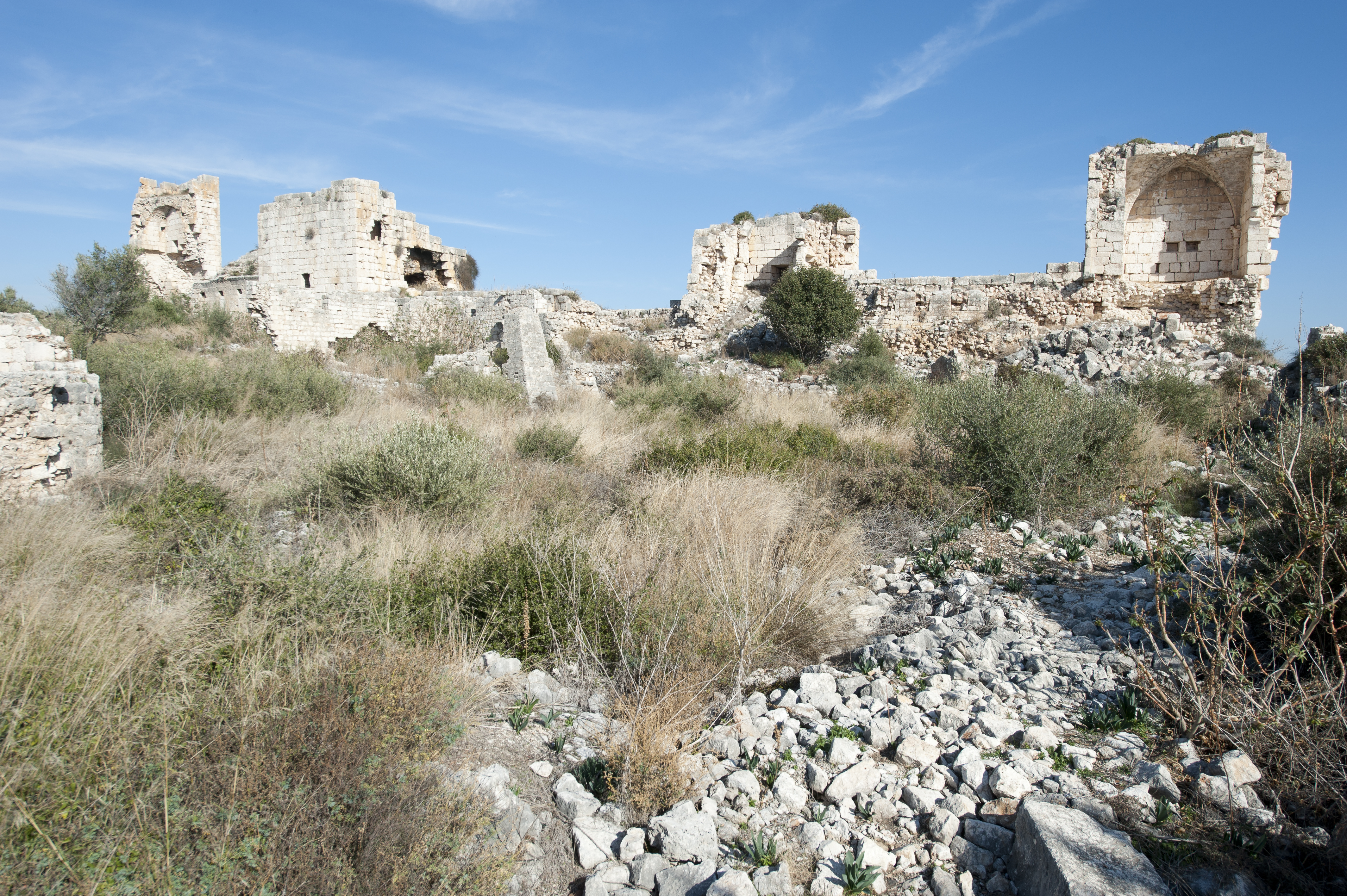
قلعه زمینی کوریکوس، نما داخلی با نگاه به سمت شمال شرقی
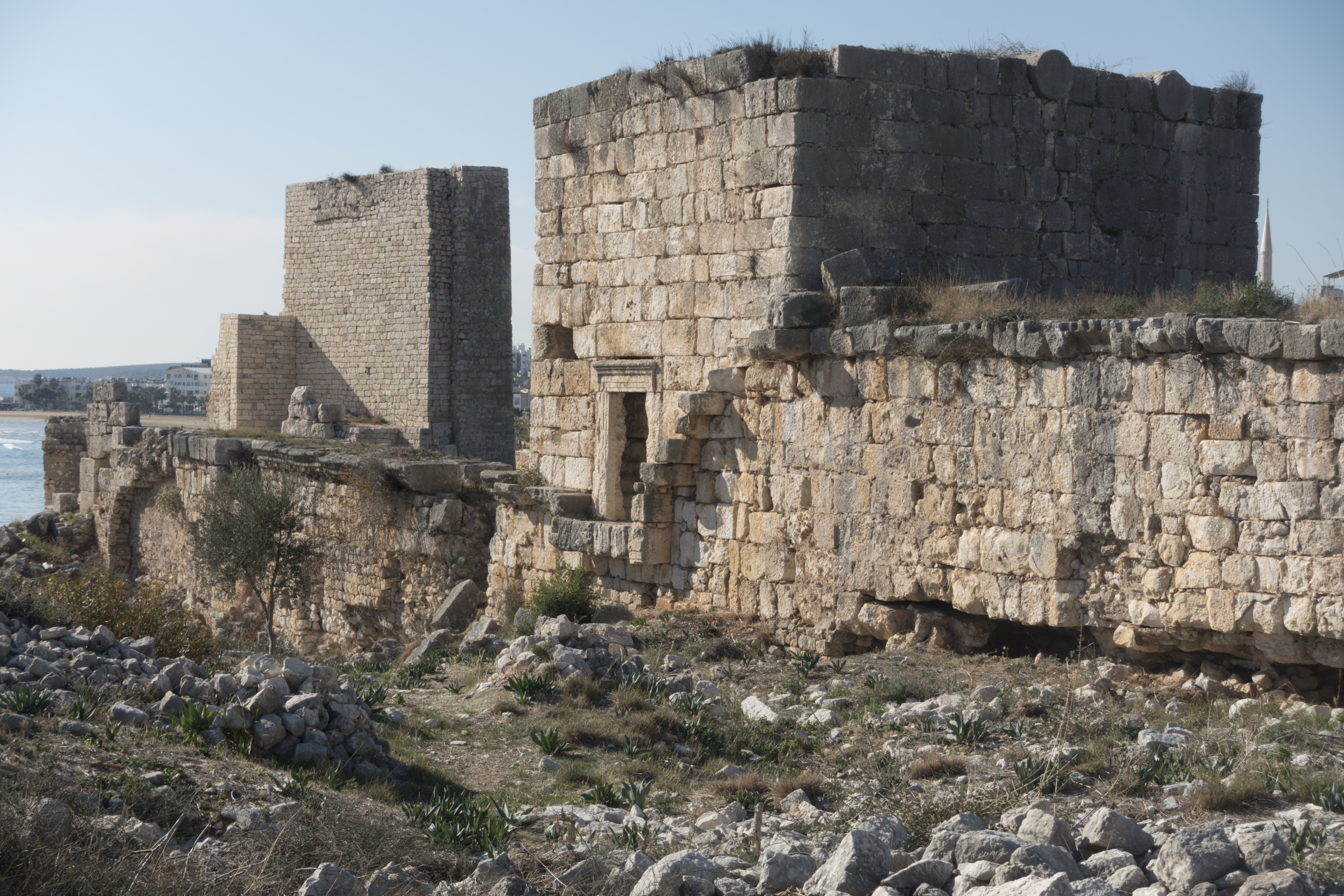
قلعه زمینی کوریکوس، فضای داخلی
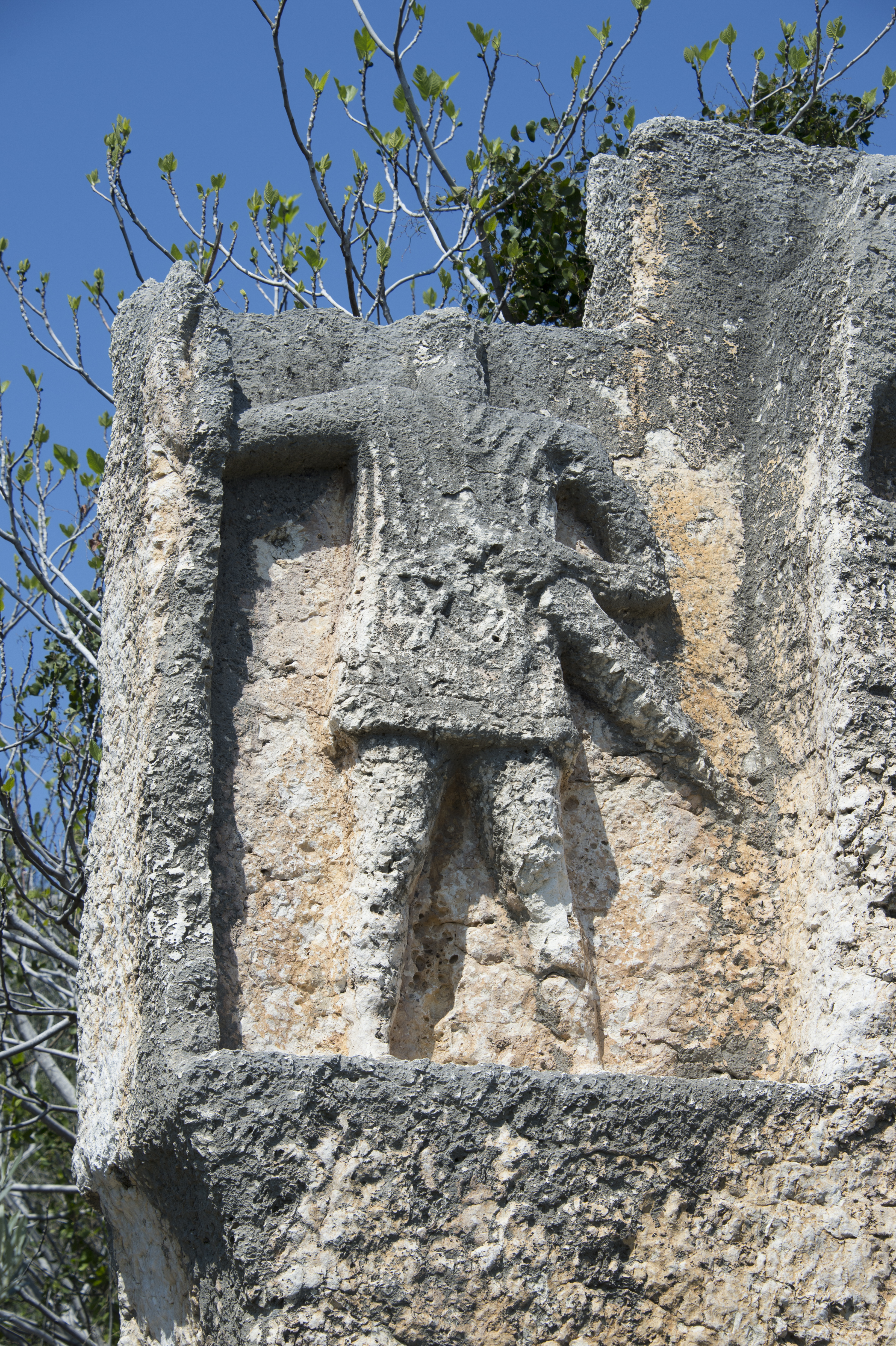
گورستان کوریکن، قبر سرباز
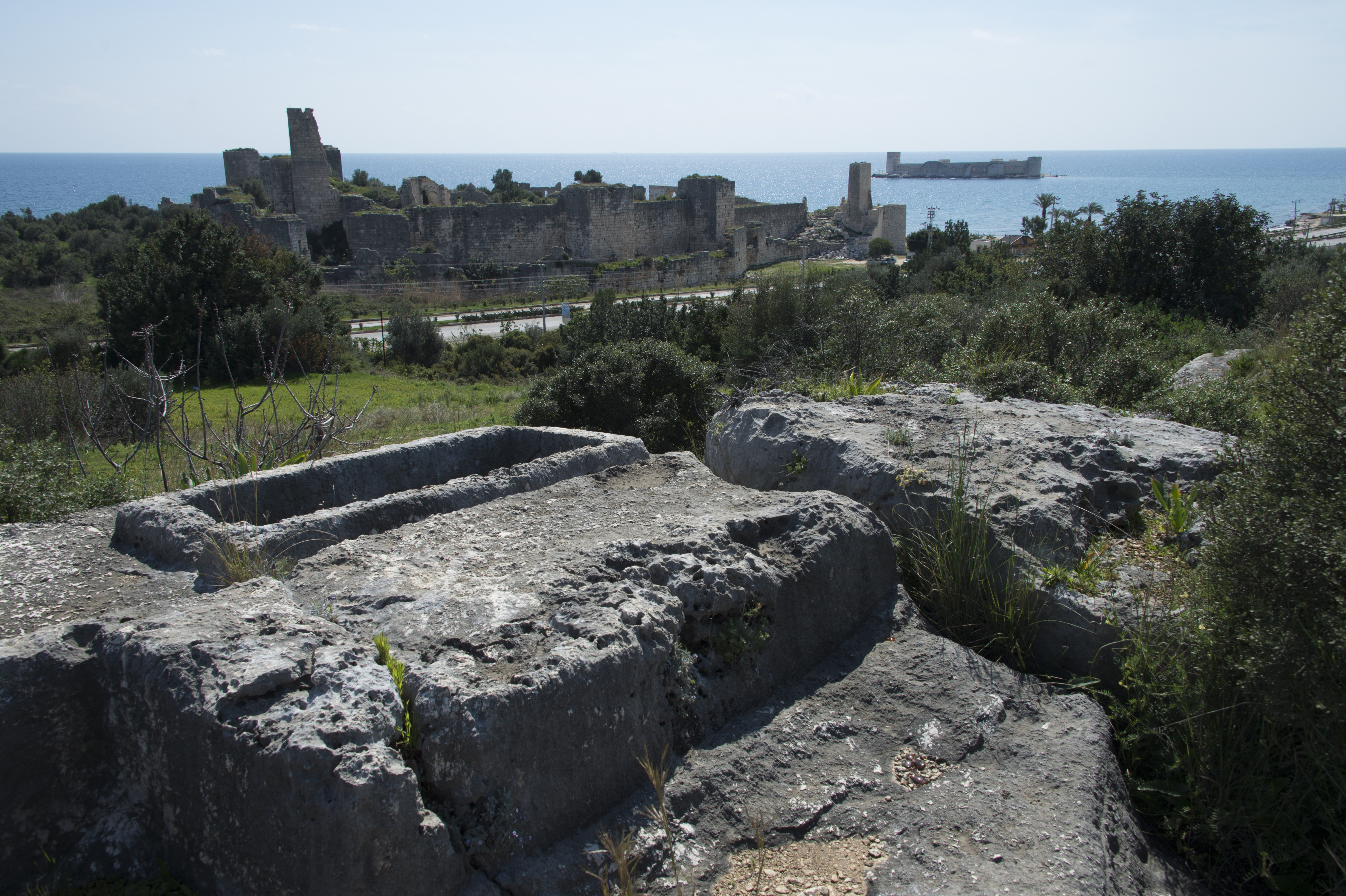
گورستان کوریکن و قلعه‌ها
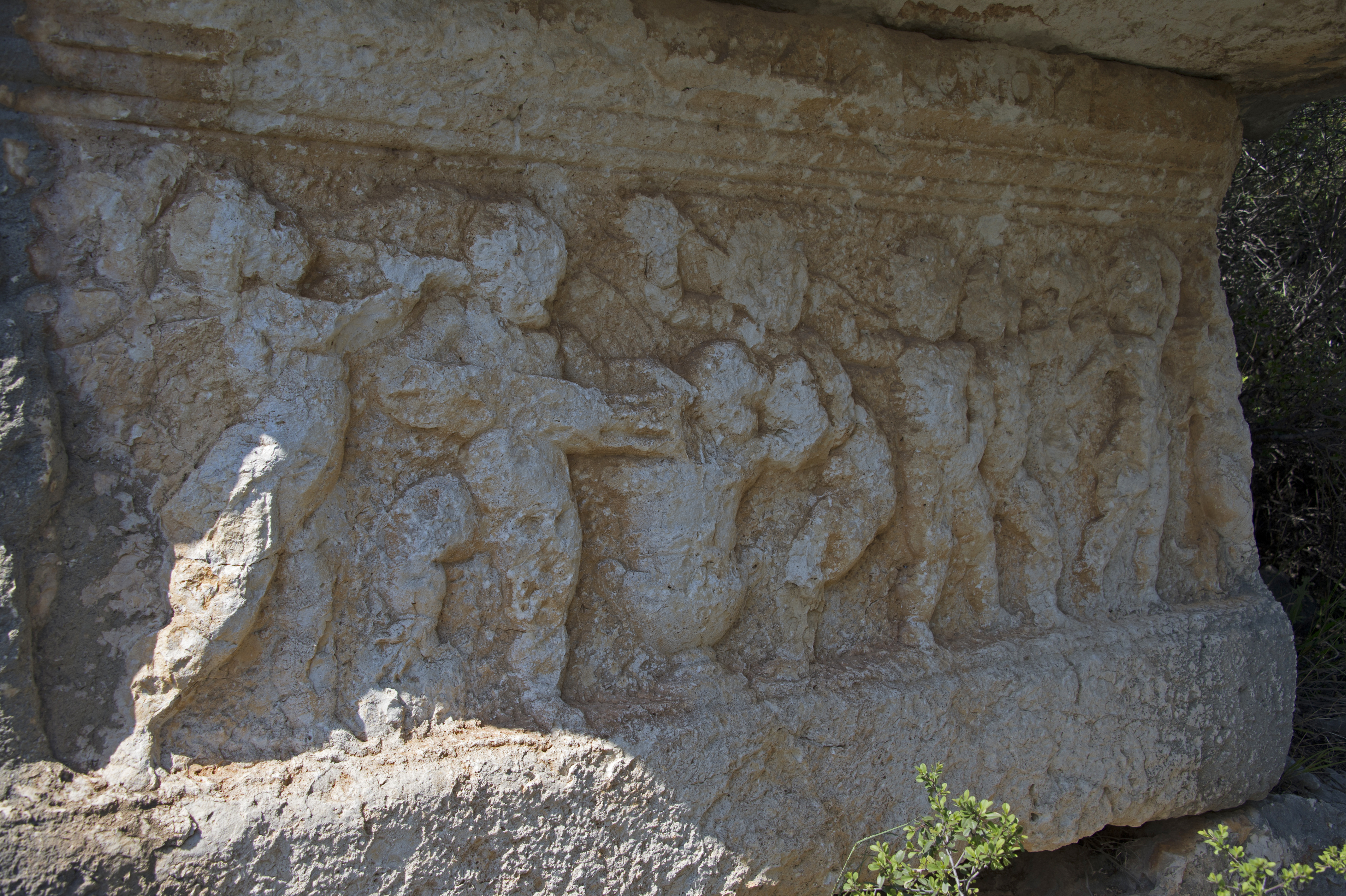
کوریکن، تابوت سنگی
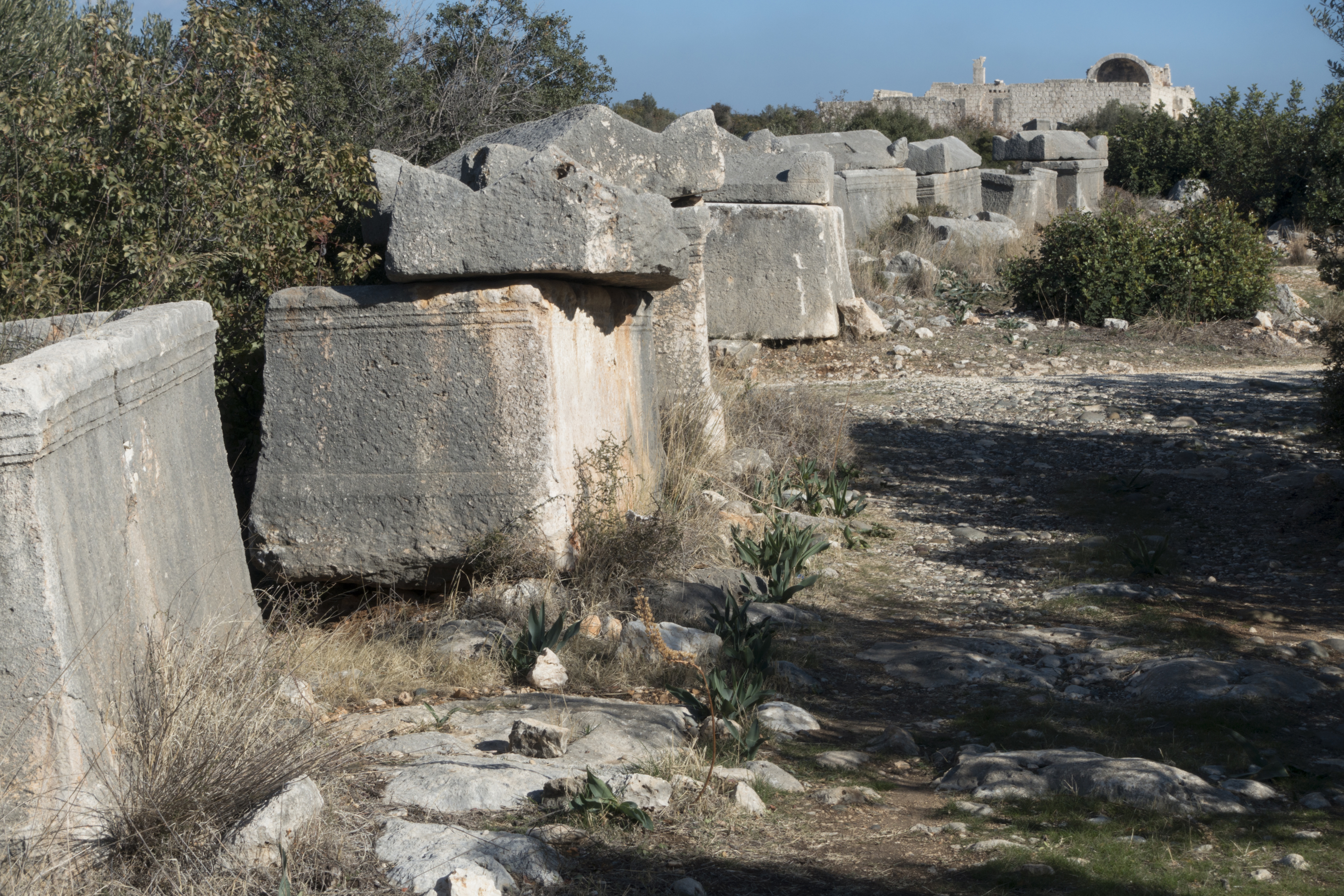
کوریکن، تابوت‌های سنگی و کلیسا
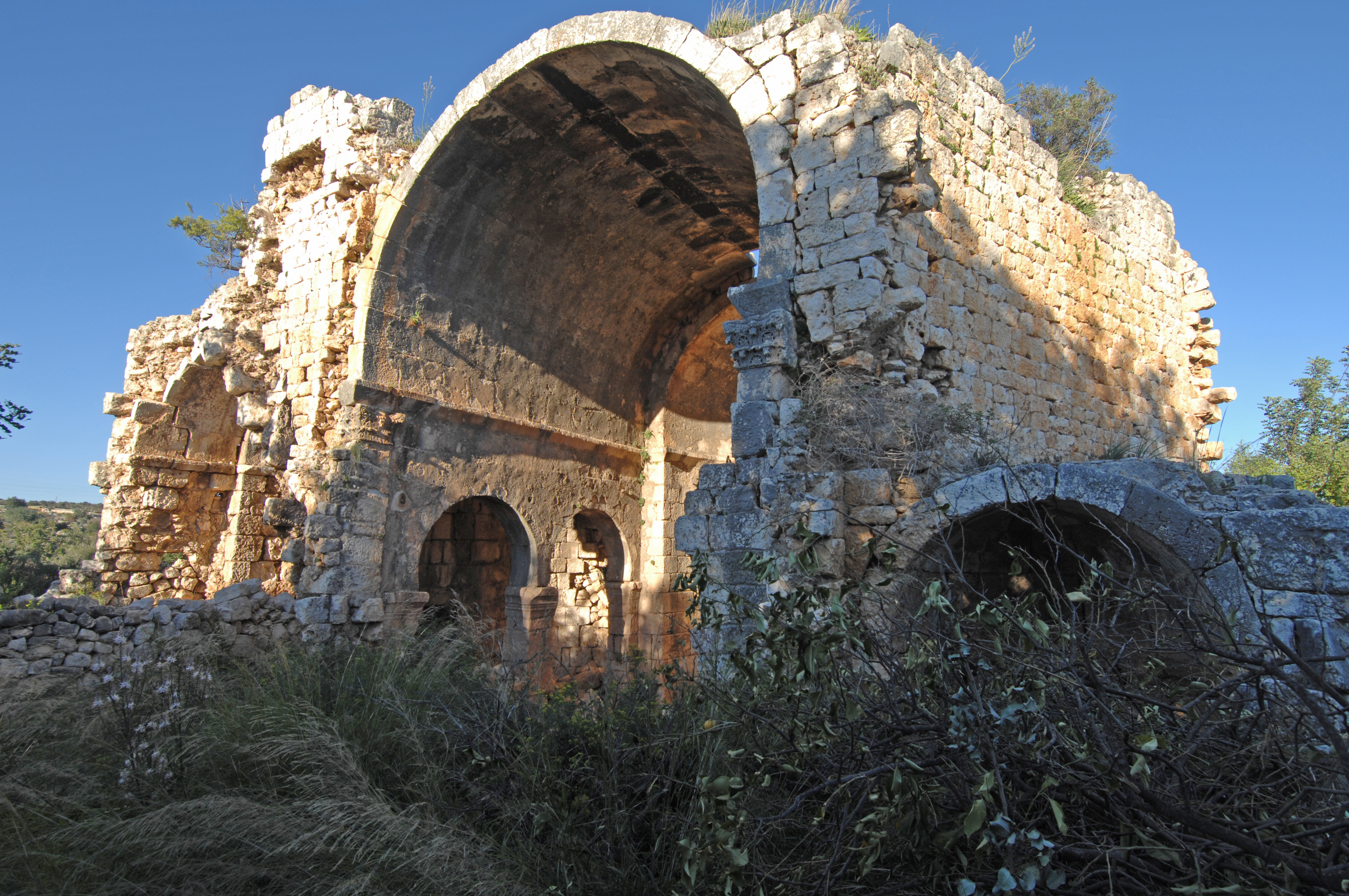
کوریکن، کلیسای صومعه
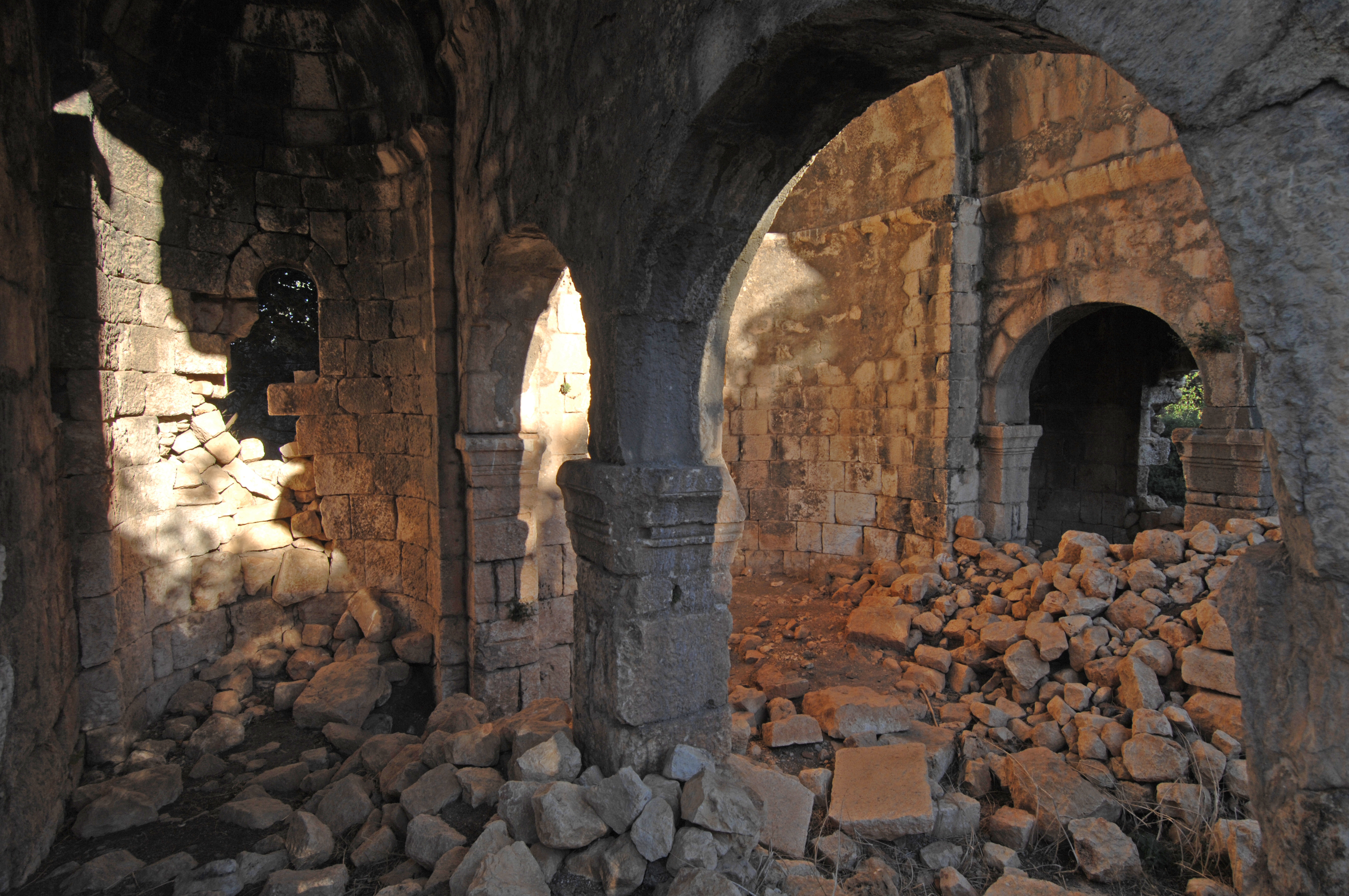
کوریکن، کلیسای صومعه
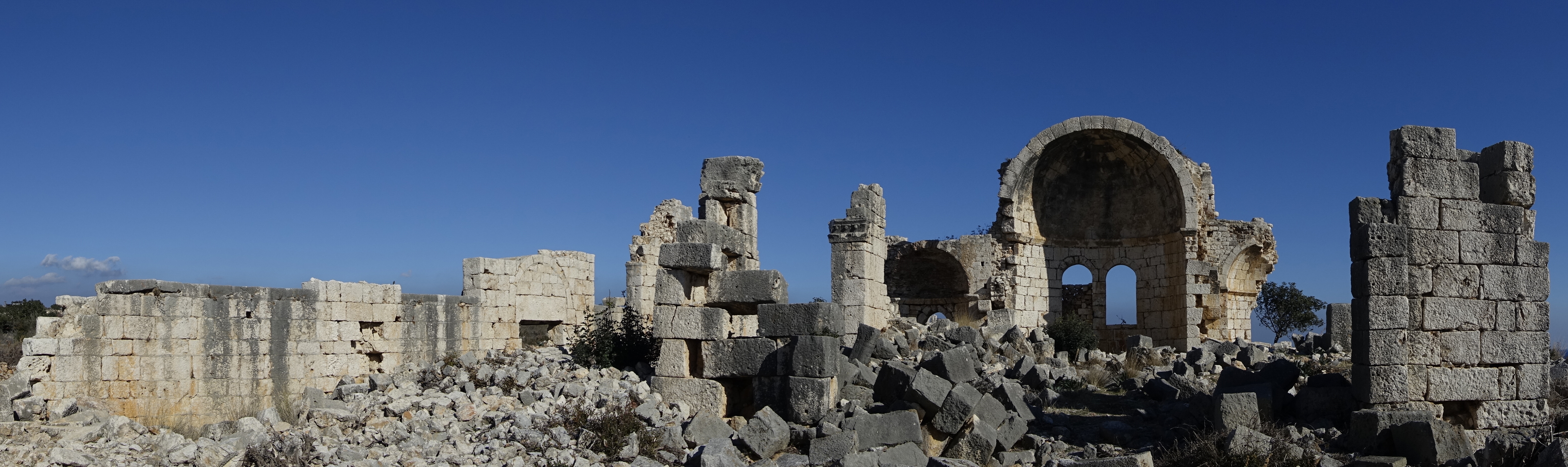
کوریکن، کلیسا (نمای شرقی، حاصل از شبیه‌سازی رایانه‌ای)
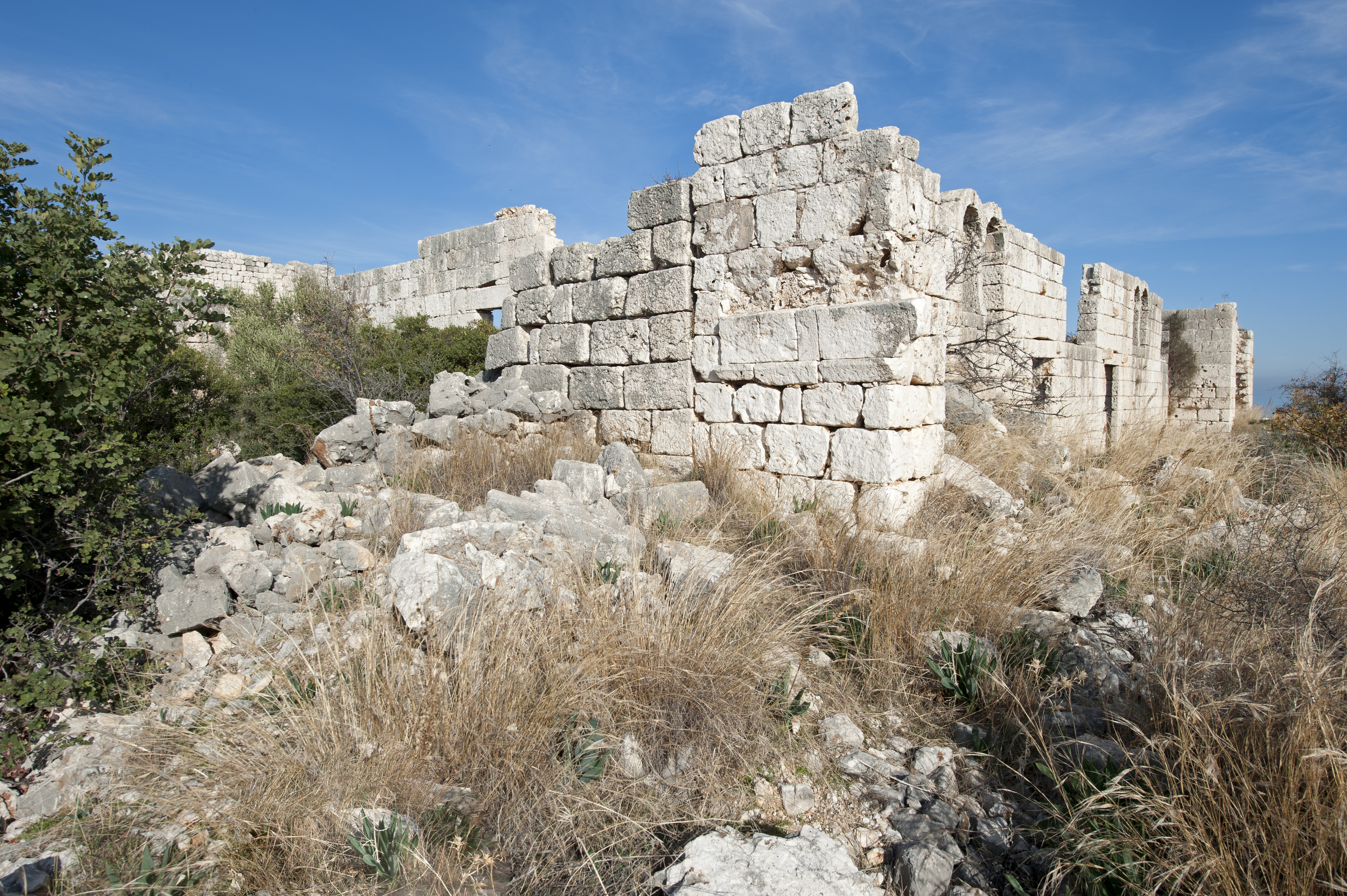
کوریکن، کلیسا
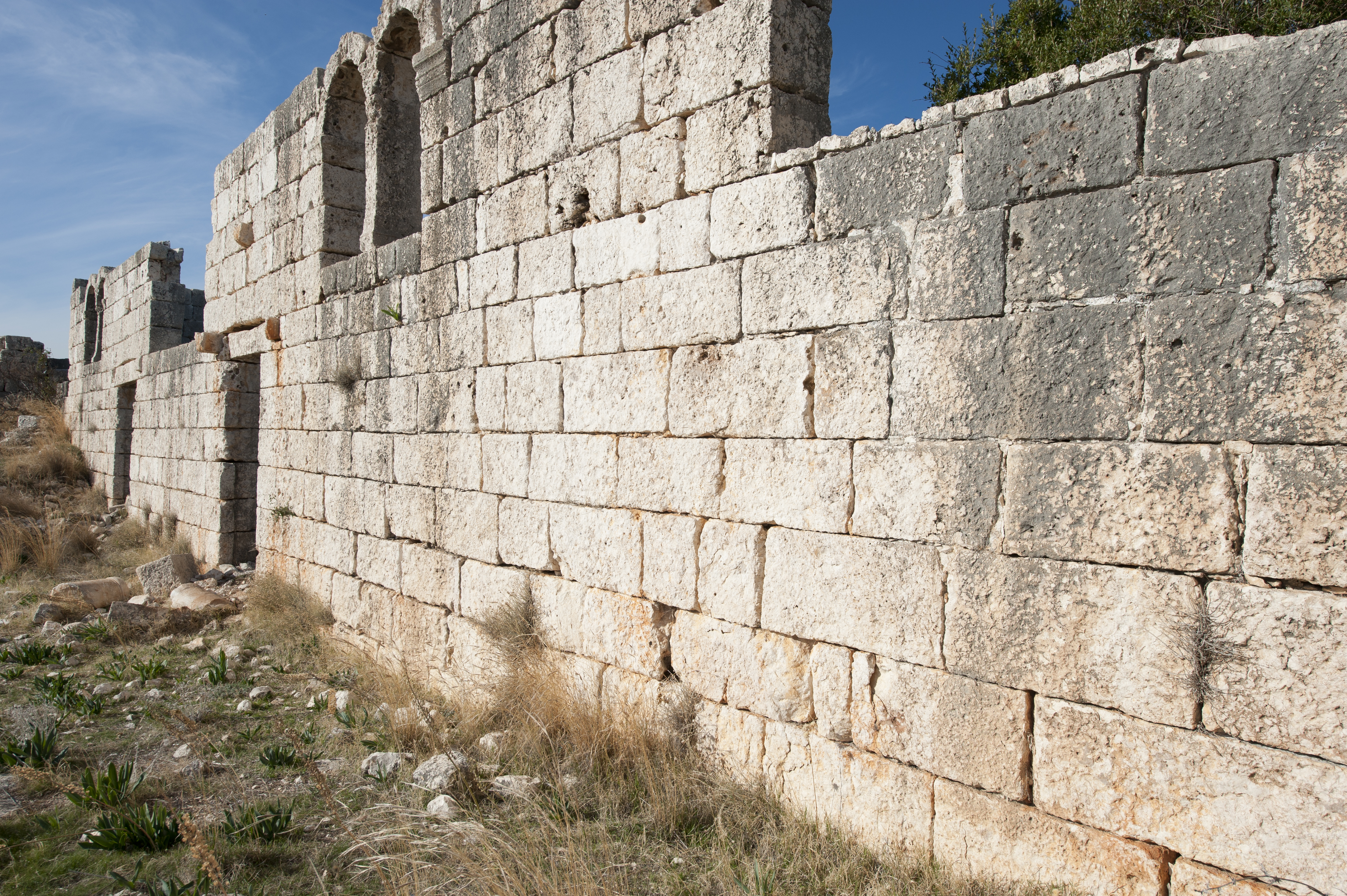
کوریکن، کلیسا
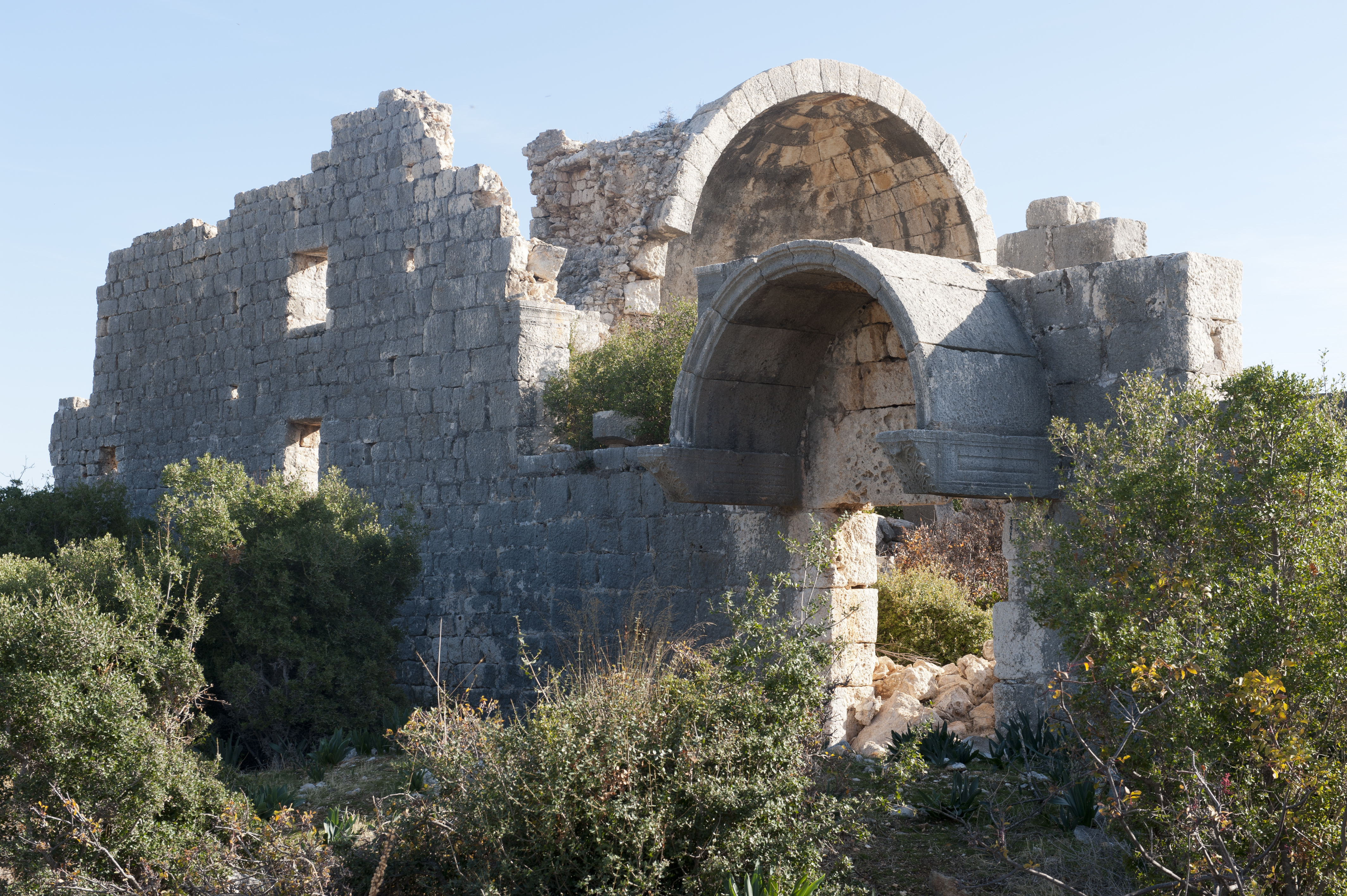
کوریکن، کلیسا  (آن‌گونه که از خیابان مقدس دیده می‌شود)
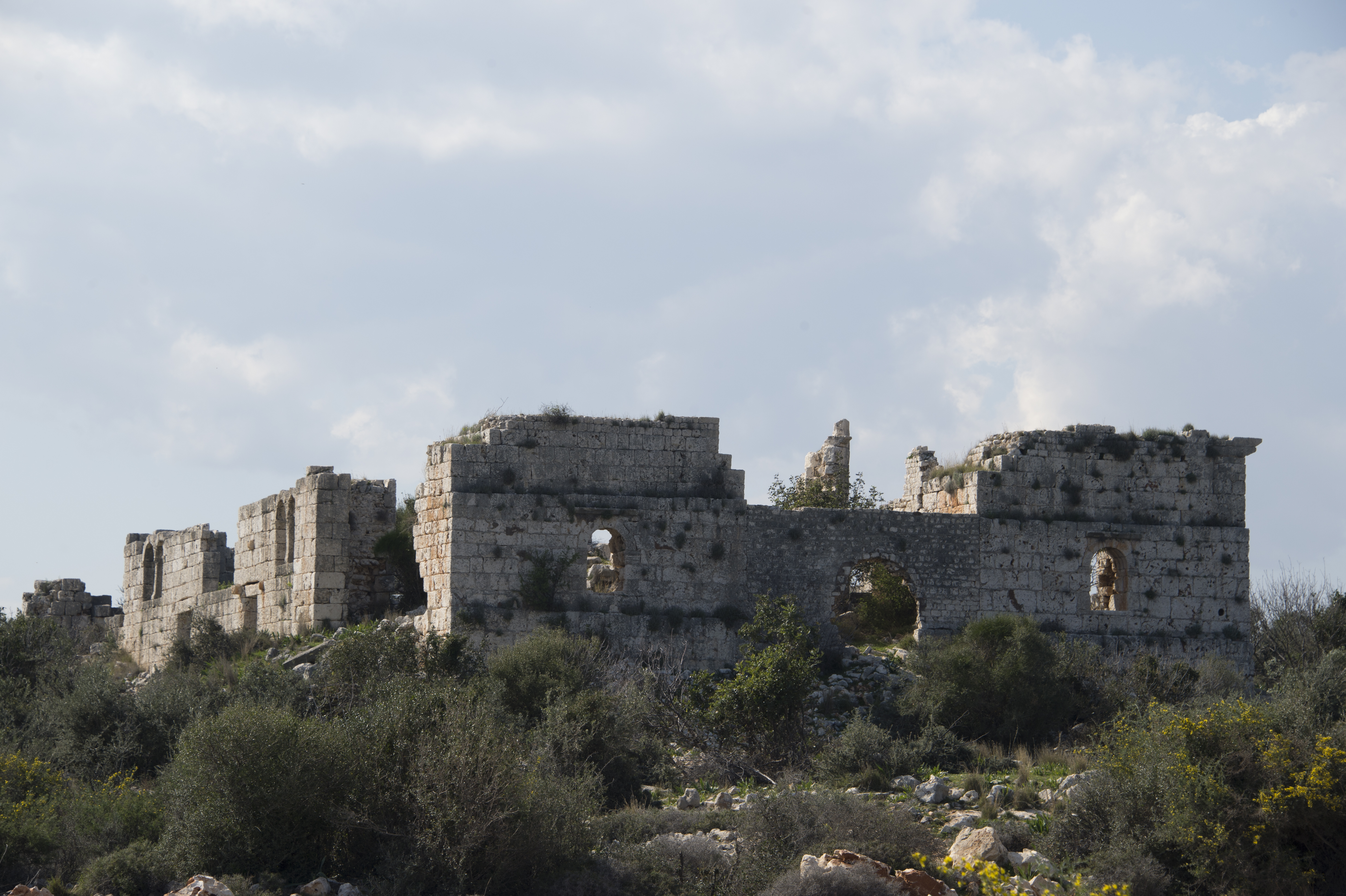
کوریکن، کلیسا